# Palpomyia columbiana
Palpomyia columbiana är en tvåvingeart som beskrevs av Jean-Jacques Kieffer 1917. Palpomyia columbiana ingår i släktet Palpomyia och familjen svidknott.
Artens utbredningsområde är Colombia. Inga underarter finns listade i Catalogue of Life.